# Иоанн (Гамрекели)
Митрополи́т Иоа́нн (груз. მიტროპოლიტი იოანე, в миру Георгий (Гурам) Вахтангович Гамрекели, груз. გიორგი ვახტანგის ძე გამრეკელი; 28 октября 1946, Тбилиси) — епископ Грузинской Православной Церкви, митрополит Кутаисский и Гаетантский.

## Биография
В 1963 году окончил 41-ю среднюю школу и продолжил учёбу на геологическом факультете Политехнического института.
В 1985 году поступил во Мцхетскую духовную семинарию, которую окончил в 1988 году.
19 августа 1987 года Католикосом-Патриархом Илиёй II рукоположён во диакона, а 24 апреля 1988 года — во пресвитера.
8 февраля 1989 года был назначен протопресвитером кафедрального собора Сиони и ректором духовной академии и семинарии. Оставался на этой должности до 19 июля 1993 года, когда был назначен председатель учебного комитета Грузинской православной церкви.
С 2002 года упоминался как председатель Библейской комиссии Грузинской Церкви, а в 2007 году как проректор Тбилисских духовных академии и семинарии и председатель учебного комитета Патриархии.
Решением от 27 июня 2008 года, по предложению католикоса-патриарха Илии II, Священный Синод Грузинской православной церкви постановил назначить отца Георгия епископом Цуртавским, вторым хорепископом (викарием) Католикоса-Патриарха всея Грузии.
11 сентября 2008 года архимандритом Илиёй (Насидзе) пострижен в монашество с именем Иоанн.
Епископская хиротония состоялась 14 сентября 2008 года.
30 апреля 2009 года Решением Священного Синода Грузинской Церкви Учебный комитет Грузинской Патриархии был переформирован в Учебный центр, а при нём создан Совет Учебного центра под председательством епископа Иоанна.
7 мая 2010 года назначен епископом Руставским и Марнеульским.
27 июня 2010 года Католикосом-Патриархом Илиёй II возведён в сан архиепископа.
21 декабря 2010 года вошёл в состав Канонизационной комиссии Грузинской Церкви.
29 августа 2011 года Католикосом-Патриархом Илиёй II возведён в сан митрополита.
22 июня 2019 года в связи со смертью митрополита Кутаисского и Гаетантского Каллистрата (Маргалиташвили) назначен временным управляющим этой епархией. 31 октября того же года решением Священного Синода был переведён на Кутаисскую и Гаенатскую кафедру.